# Tésa
Tésa è un comune dell'Ungheria di 98 abitanti (dati 2001) situato nella contea di Pest, nell'Ungheria settentrionale.